# オール空港
オール空港（オールくうこう、Aur Airport）は、マーシャル諸島オール環礁オールにある、公共用の空港。国際航空運送協会（IATA）によるlocation identifierは、AUL。

## 設備
オール空港の滑走路は640m（2,100フィート）である。

## 就航路線
| 航空会社           | 就航地                 |
| ------------------ | ---------------------- |
| マーシャル諸島航空 | マジュロ、マロエラップ |